# Adriaen Paets (1631-1686)

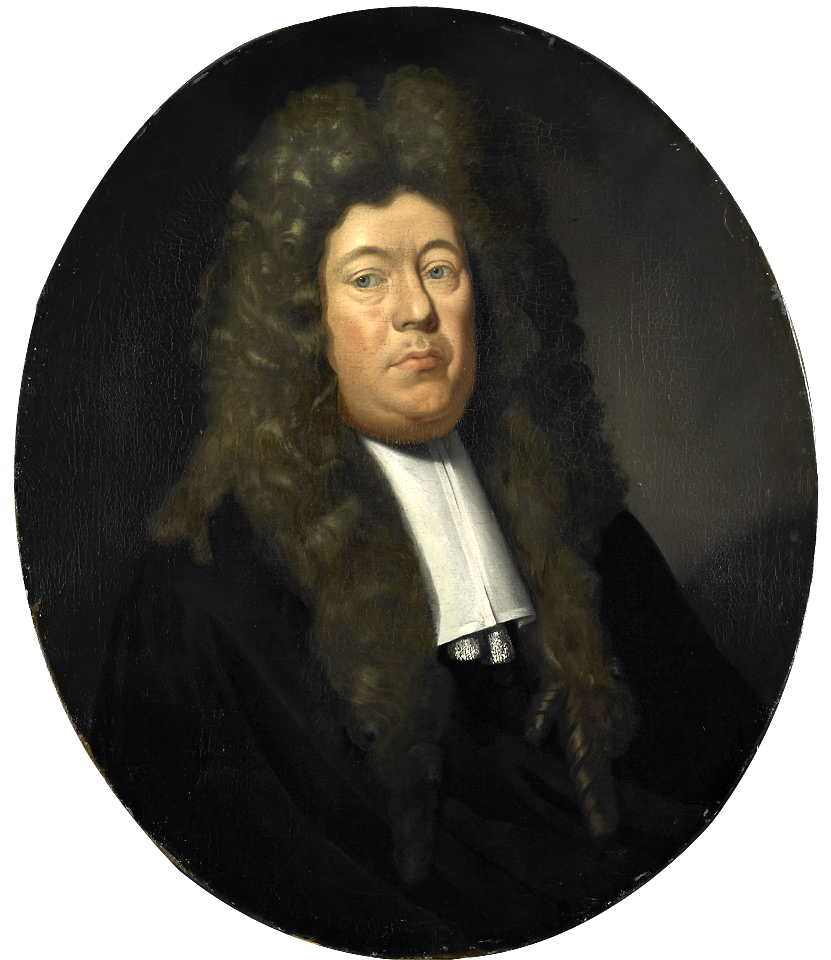
Adriaen Paets door Pieter van der Werff, ca. 1696

Adriaen Paets of Paedts (Leiden, 3 juli 1631 – Rotterdam, 8 oktober 1686) was een Rotterdamse regent met een zetel in de vroedschap, bewindhebber der Oostindische Maatschappij en gezant voor de Republiek in Spanje en Engeland. Hij was vrijzinnig georiënteerd en spreker bij de godsdienstoefeningen der collegianten.

## Levensloop
Adriaen Paets was een zoon van Vincent Paedts (-1643) en Willemijntje van der Vult. Vincent Paedts had in Rotterdam een eigen brouwerij, en was aldaar in 1621 getrouwd. Diens vader Claes Andriesz. Paedts was een kleinzoon van Huge Andriesz., schepen van Leiden, en had zich vanuit Leiden in Rotterdam gevestigd als borstelhandelaar.
Adriaan Paets groeide op in Rotterdam. Op 12-jarige leeftijd werd hij wees en vond hij onderdak bij een remonstrantse predikant. In 1653 studeerde hij af in de rechten aan de Universiteit Leiden en vestigde zich als advocaat en notaris in Rotterdam. Aan het eind van hetzelfde jaar ging hij in ondertrouw met Maria de Lange.
In de volgende tien jaar maakte Paets naam als pleitbezorger voor godsdienstige verdraagzaamheid. Hij werd in 1664 lid van de vroedschap van Rotterdam, en vier jaar later gekozen tot bewindvoerder van de VOC-Kamer Rotterdam. Met Coenraad van Beuningen trok hij naar Overijssel toen daar moeilijkheden waren ontstaan na de bezetting door de bisschop van Münster. In 1672 werd Paets ambassadeur voor de bij het Spaanse hof in Madrid. Terug in Rotterdam in 1675 werd hij door stadhouder Willem III opnieuw benoemd in de vroedschap. In 1676 hertrouwde hij met Elisabeth van Berckel. Rond 1685 trouwde hij voor de derde keer met Françoise de Groot.
In 1680 erfde hij de heerlijkheid van Oudkarspel van zijn tante Maria van Walenburg, die de tweede vrouw van Henrick Hooft was geweest, een burgemeester van Amsterdam. Paets liet de titel na aan zijn zoon Adriaen. Op 1 maart 1687 werd de heerlijkheid verkocht aan Juliaen van der Moere op een veilinghuis in Amsterdam voor een bedrag van 23.000 gulden.

## Intellectuele invloed
Paets was een van de vrijzinnige, republikeins georiënteerde regenten die naar verluidt Spinoza's manuscript Tractatus theologico-politicus kregen te lezen. Net als verschillende andere regenten uit zijn tijd zag hij dit werk echter niet graag gepubliceerd.
Toen Lodewijk XIV de protestante universiteiten in Frankrijk sloot, nodigde Paets in 1681 de Franse filosoof Pierre Bayle uit om naar Rotterdam te komen. De stad stelde hem aan als professor bij de speciaal voor dat doel haastig opgerichte Illustre school en Paets vulde uit eigen beurs het karige salaris aan. De aanwezigheid van Bayle bracht vervolgens andere geleerden naar de stad zoals de Engelse wijsgeer John Locke. Pierre Bayle heeft met zijn netwerk van contacten een belangrijke bijdrage geleverd aan de ontwikkeling van het het vroege verlichtingsdenken in West-Europa. Samen met Locke en Anthony Ashley Cooper maakte hij dat Rotterdam een naam verwierf als stad der letteren en als internationaal filosofisch centrum. De stad aan de Maas stond aan het einde van de zeventiende eeuw bekend als bibliopolis, boekenstad. De uitgeverij van Reinier Leers alsmede zijn boekendistributieapparaat was van Europese allure.

## Portret
Het bijstaande portret van Paets is van de hand van Pieter van der Werff, het is tussen 1695 en 1722 naar een onbekend voorbeeld vervaardigd. Het behoort tot een reeks portretten van bewindvoerders van de VOC te Rotterdam afkomstig uit het Oostindië-Huis aan de Boompjes en opgenomen in de collectie van het Rijksmuseum Amsterdam.
In de Rotterdamse wijk Blijdorp is de Paetsstraat naar Adriaen vernoemd.